# يشار كورت
يشار كورت (بالتركية: Yaşar Kurt)‏ (بالأرمنية: Յաշար Կուրթ)‏ هو موسيقي ومغن مؤلف أرمني وتركي، ولد في 16 أغسطس 1968 في إسطنبول في تركيا.

## وصلات خارجية
- الموقع الرسمي
- يشار كورت على موقع ميوزك برينز (الإنجليزية)
- يشار كورت على موقع ديسكوغز (الإنجليزية)